# Nurarihyon
Nurarihyon (jap. ぬらりひょん) lub Nūrihyon (jap. ぬうりひょん) - mityczna istota-straszydło, występująca w japońskim folklorze, często uważana za przywódcę yōkai. Legenda o niej pochodzi z prefektury Wakayama, ale czasem uważa się, że pochodzi od ducha-potwora o imieniu Umi-bōzu, żyjącego w morzu, w prefekturze Okayama.

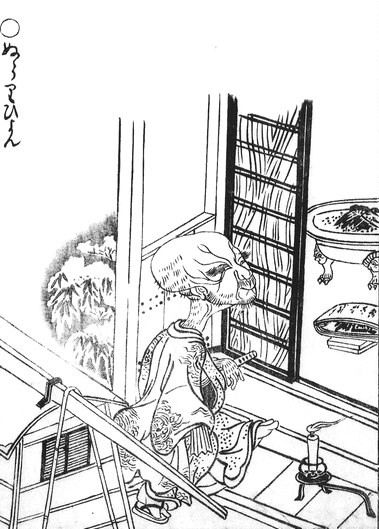
Nurarihyon z "Gazu Hyakki Yakō" autorstwa Sekiena Toriyamy

Nurarihyon najczęściej przedstawiany jest jako stary mężczyzna ubrany w kesa. Według wierzeń ludowych, istota ta potrafiła bez żadnych problemów wedrzeć się do czyjegoś domu, gdy domownicy przebywali poza jego obszarem, bądź byli zajęci pracą, po czym siadała u brzegu stołu i zaczynała pić herbatę. Dzięki swojemu ludzkiemu wyglądowi, często była mylona ze zwykłym człowiekiem dzięki czemu mogła swobodnie się przemieszczać po obszarach zaludnionych. 

## Nurarihyon w kulturze
- Nurarihyon jest czarnym charakterem mangi autorstwa Shigeru Mizuki - GeGeGe no Kitarō oraz pojawia się jako główny przeciwnik w 3., 4. i 5. serii tego anime.
- Nurarihyon pojawił się również w filmie akcji, związanym z anime Kitarō (Curse of the Year Old Song 1000), aktorem grającym japońską istotę był Ken Ogata.
- W mandze Hell Teacher Nube, Nurarihyon jest bogiem ludzi odwiedzających domy. Często przychodzi do domu Miki i ma zamiar zostać w nim, lecz w końcu odchodzi, gdy kamidana sprawia, że się uśmiechnął.
- Manga Nurarihyon no Mago, opowiada o przygodach wnuka Nurarihyona.
- Mityczna istota jest jednym z przeciwników w Osace z serii Gantz autorstwa Hiroya Oku.[1]
- Nurarihyon pojawia się jako boss yōkai w pierwszym odcinku serii Ninja Sentai Kakuranger.
- Nurarihyon jest grany przez Kiyoshirō Imawano w filmie Takashiego Miike - The Great Yokai War z 2005 roku.
- Azuki Rousai z serii Basilisk przypomina legendarnego stwora, z powodu swojego wieku oraz dużej głowy o kształcie dyni.
- Jellicent, pokemon wprowadzony w serii Pokémon Black and White był wzorowany na micie o Nurarihyon.
- Przywódca Hyakki Yakō nazywany jest Nurarihyon.